# Castillo Doorwerth
El castillo (de) Doorwerth (en neerlandés: Kasteel Doorwerth) es un castillo de foso medieval ubicado en la orilla norte del Rin neerlandés, cerca de la ciudad de Arnhem.

## Historia

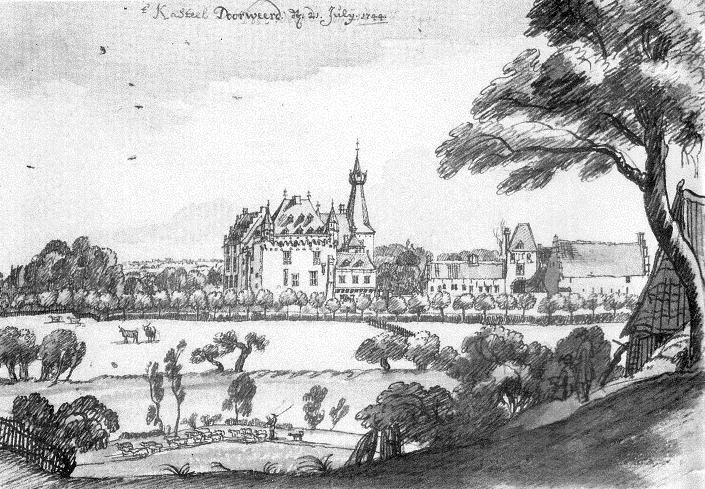
Esbozo del castillo de 1744

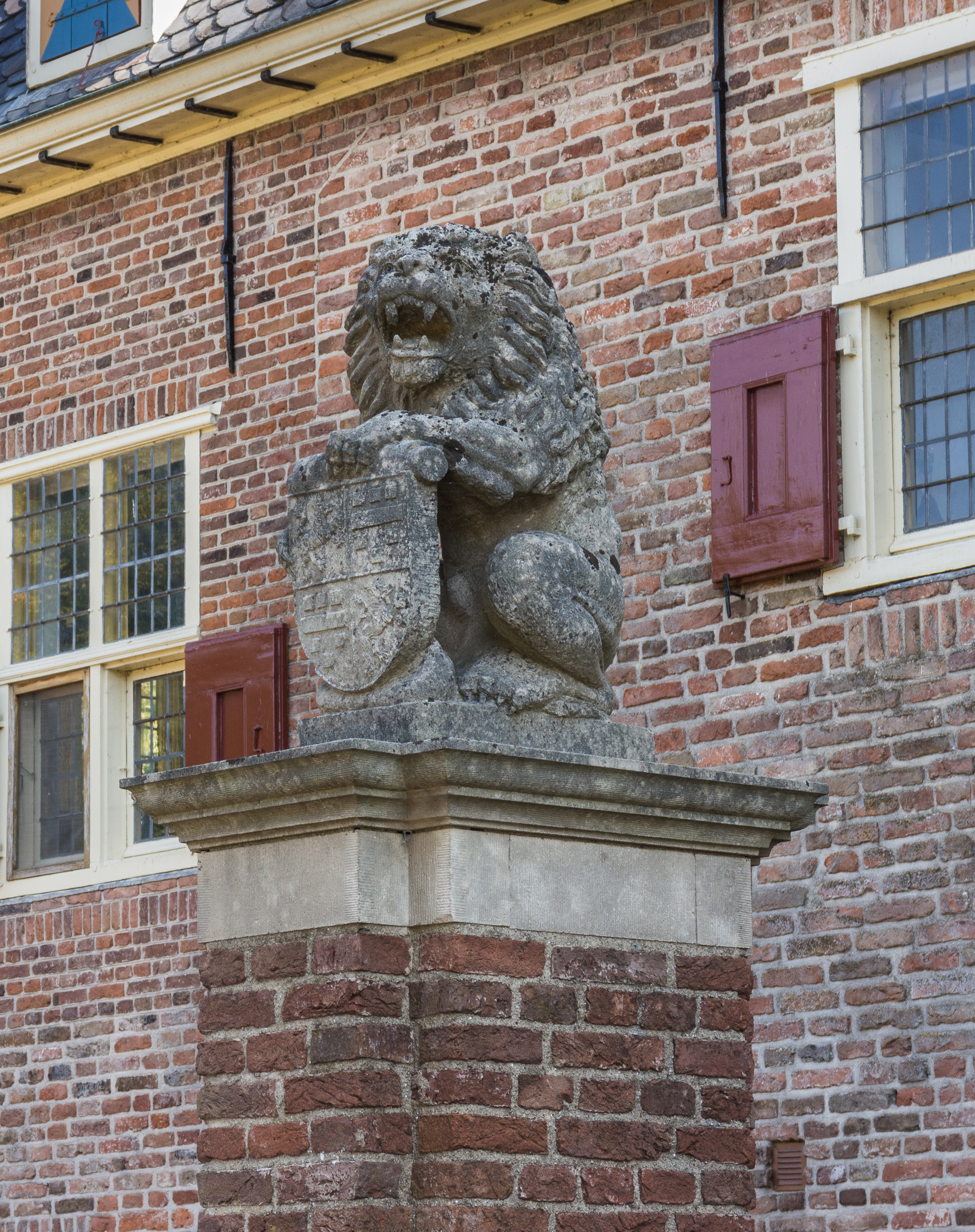
Uno de los leones en la entrada al castillo, agarrando el escudo de armas de la casa de Dorenweerd.

El castillo original es mencionado por primera vez en un escrito de 1260 (aún conservado a día de hoy), después de que fuera asediado y quemado hasta sus cimientos. Por la forma y la rapidez con la que fue consumido, es probable que estuviera hecho de madera, algo aún común en las motas más antiguas de esa época. El mismo año se procedió a la construcción de una nueva mota castral en su lugar, esta vez de piedra, que también sería destruida en las próximas décadas, con el bailey (patio de armas bordeado de cortinas) resultando quemado. En 1280, se erigió un tercer castillo, más robusto aunque sencillo, con un torreón a dos alturas (que servía también para el almacenaje) y una muralla de 1,20 metros de grosor, rodeada de un foso alimentado por el Rin a través de un sencillo canal. En toda su temprana existencia, el castillo fue propiedad de la familia Van Dorenweerd, cuyos miembros serían conocidos más tarde como lores de Dorenweerd. 
A partir del siglo XIV y durante dos siglos, el castillo fue ampliado y mejorado en repetidas ocasiones. En 1402, Robert van Dorenweerd dedicó el castillo al Reinaldo IV, duque de Güeldres, y este, en recompensa, se lo asignó como feudo junto a las tierras que le rodeaban. Medio siglo después, Reinald van Homoet, 10.º lord de Dorenweerd y castellano de Doornenburg, volvió a ampliar el recinto.  
Si bien solo un siglo después (a mediados del siglo XVI) es cuando el castillo alcanzaría sus mayores dimensiones bajo el 15.º lord de Dorenweerd, Schellart van Obbendorf, quien unió en una sola y robusta estructura al castillo y los edificios del patio exterior, acondicionándolos para más espacio y mayor comodidad. Para 1560, el complejo había adquirido a grandes rasgos el aspecto que tiene en la actualidad y, alrededor de 1637, el patio de armas fue rediseñado hasta tomar su forma actual, cercado por un dique para protegerle de las inundaciones del río Rin (relativamente comunes en esa época).    
Unos años más tarde, debido a las dificultades económicas en las que se encontraba el último de los lores de Dorenweerd, el castillo fue cedido en feudo al conde alemán Anton I van Aldenburg, hijo ilegítimo de Antonio Gunter de Oldemburgo, quien no realizó ninguna modificación sustancial a pesar de las necesidades del momento. Tampoco lo hicieron los que le siguieron, aunque sí que se incorporaron en este período más tierras a su dominio. Como consecuencia de esa inactividad, para finales del siglo XVIII, el castillo y sus dominios se habían quedado inhabitados. Sus propietarios, habiéndose trasladado al Reino Unido, dejaron a un solo administrador para hacerse cargo de las tareas administrativas del lugar.

### SiglosXIX-XX
Cuando en 1837, Jacob Adriaan Prosper, barón de Brakell, adquirió el castillo, este se hallaba en grave estado de dejadez. Tras restaurar y modernizar la estructura, Van Brakell trasladó su residencia al lugar, que sin embargo, tras su muerte en 1844, volvería a caer en decadencia y se quedaría prácticamente sin dueño hasta ser adquirido en 1910 por el general de artillería Frederic Adolph Hoefer, famoso por haber sido el fundador del Real Museo Neerlandés del Ejército (Koninklijk Nederlands Legermuseum). Hoefer llevó a cabo una exhaustiva restauración del castillo (que duraría cinco años), deshaciendo algunas de las modificaciones de Van Brakell en el siglo anterior, y, en 1913, ayudó a fundar en sus dependencias el Museo Neerlandés de Artillería.
En 1944, en el marco de la Segunda Guerra Mundial, el castillo sufrió graves daños tanto por el trato de las tropas alemanas como por los bombardeos aliados. Tras la guerra, se dio comienzo a un largo proceso de rehabilitación —de casi cuatro décadas de duración— que concluiría en 1983, cumpliendo con el objetivo de recuperar el aspecto que tenía en el siglo XVIII, aunque mejorado. Desde entonces, el castillo ha sido propiedad de una fundación que se encarga del mantenimiento de varios castillos en esta región neerlandesa, siendo cedido como residencia durante varios años. El director de cine Erik Hazelhoff Roelfzema nació en él y pasó allí sus primeros seis años de vida.

## Actualidad
El castillo de Doorwerth sigue formando un espacio museístico, tanto en sus dependencias como en sus exteriores. Con su aspecto medieval y rodeado de zonas verdes, sirve en la actualidad también para la celebración de eventos (tanto en su interior como al aire libre), incluidas conferencias y bodas.

Piezas en exhibición en el museo del castillo
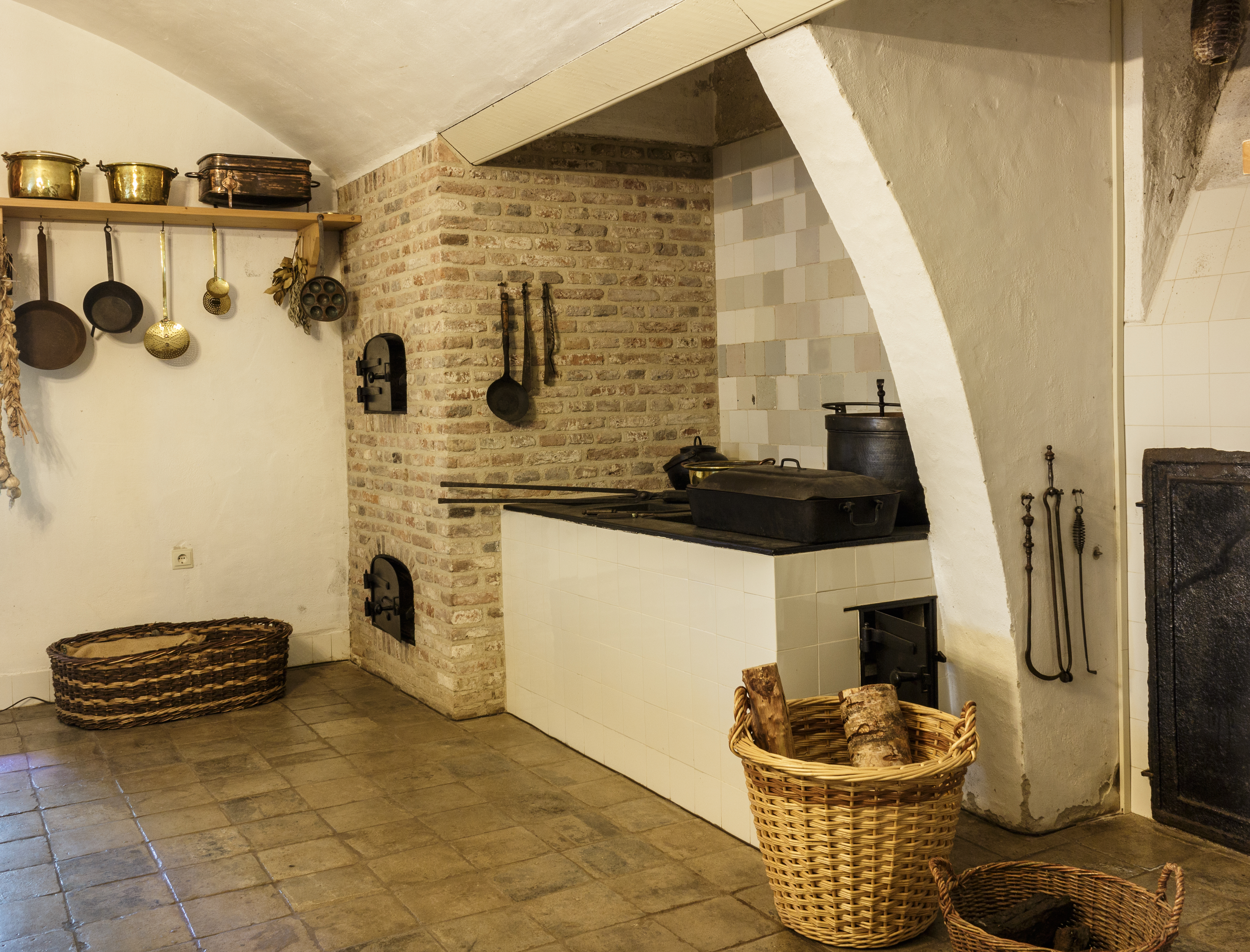
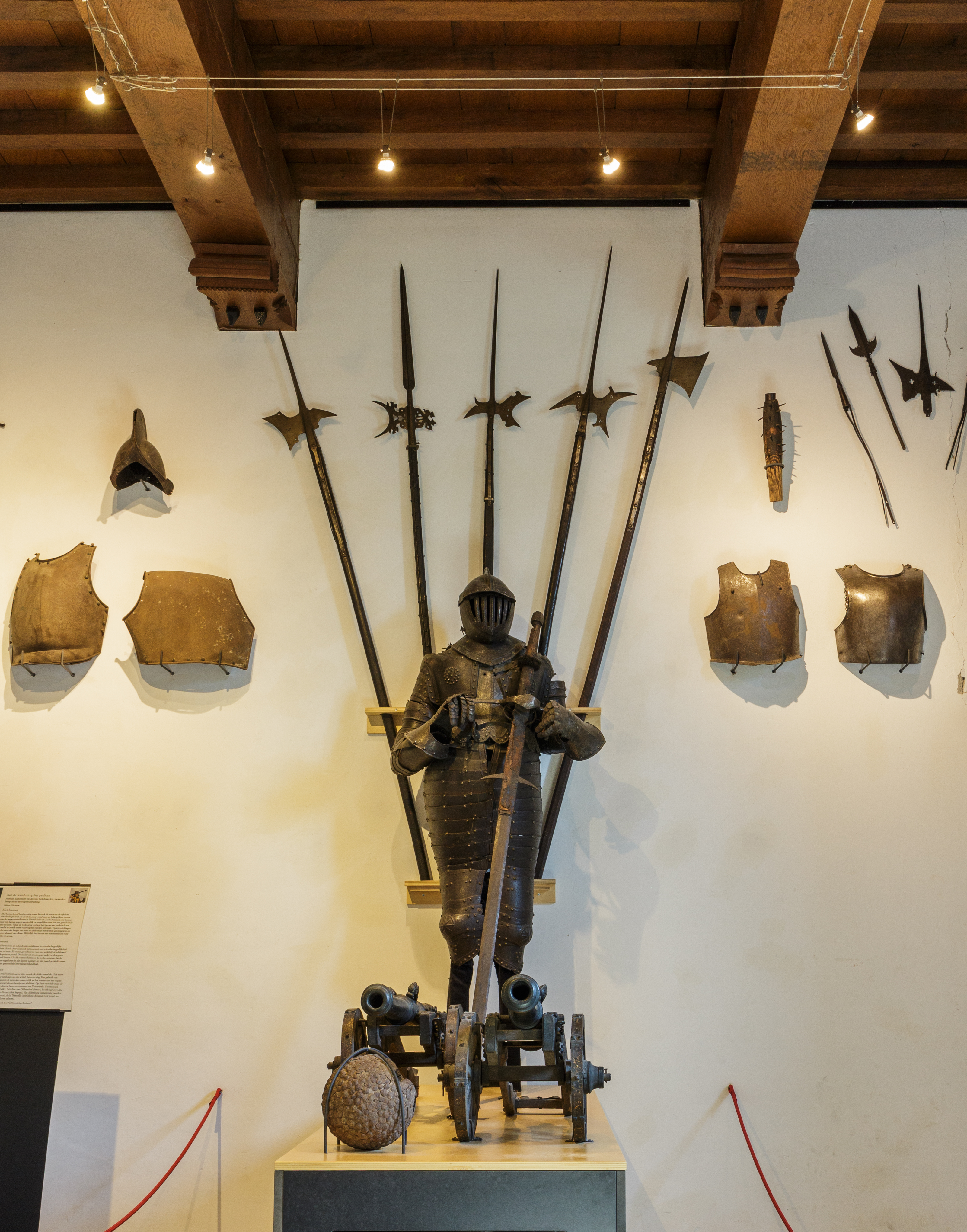
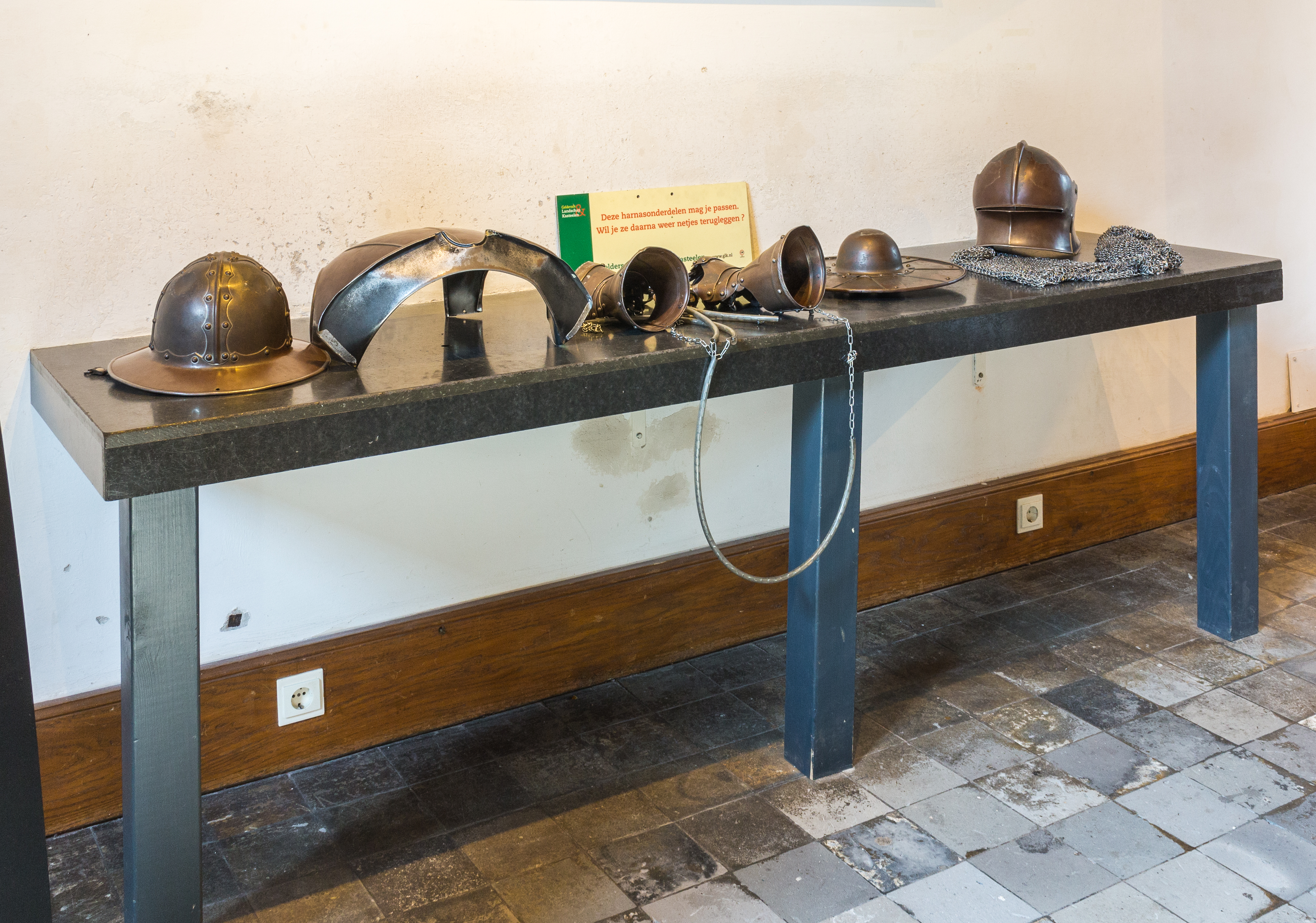
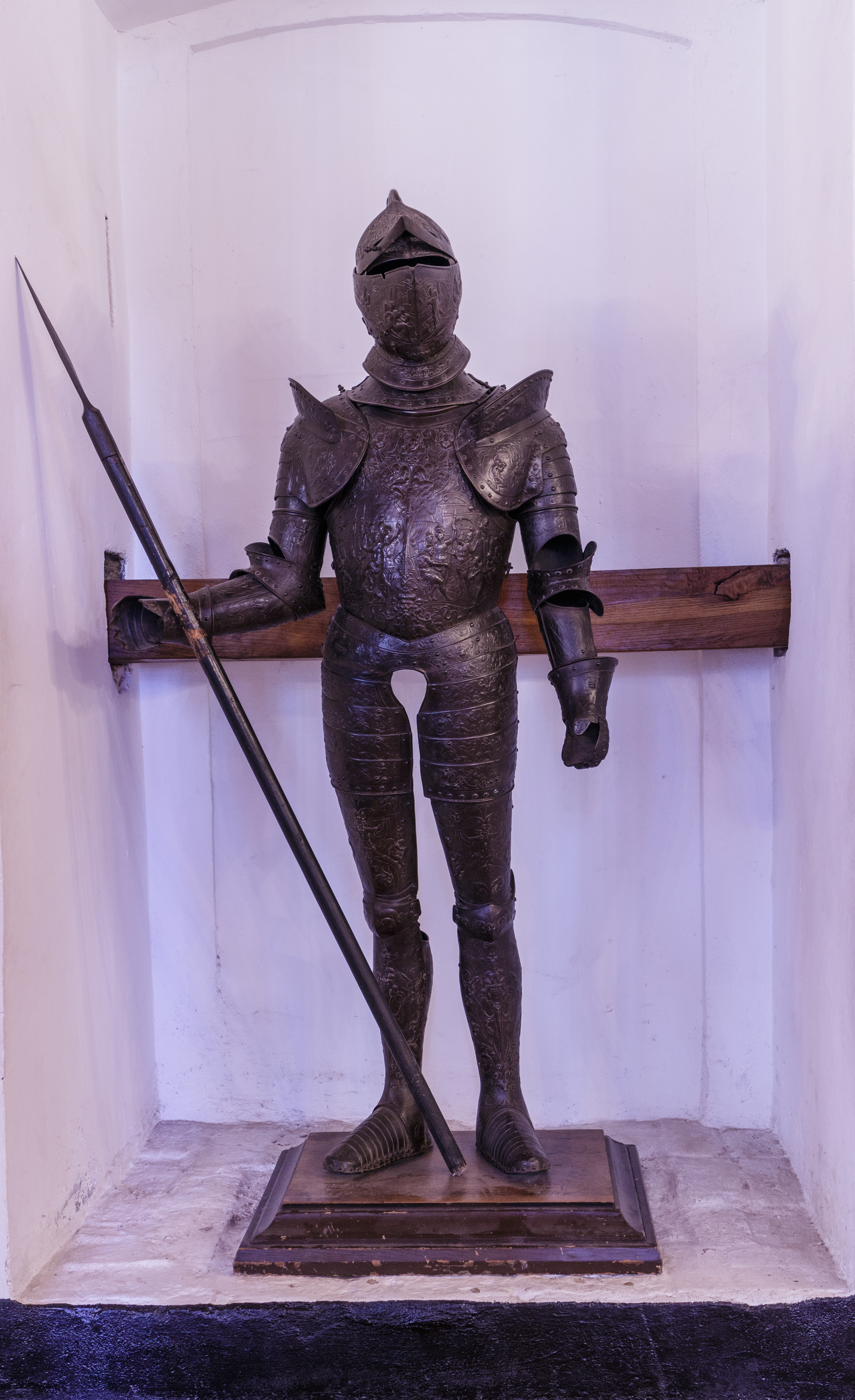
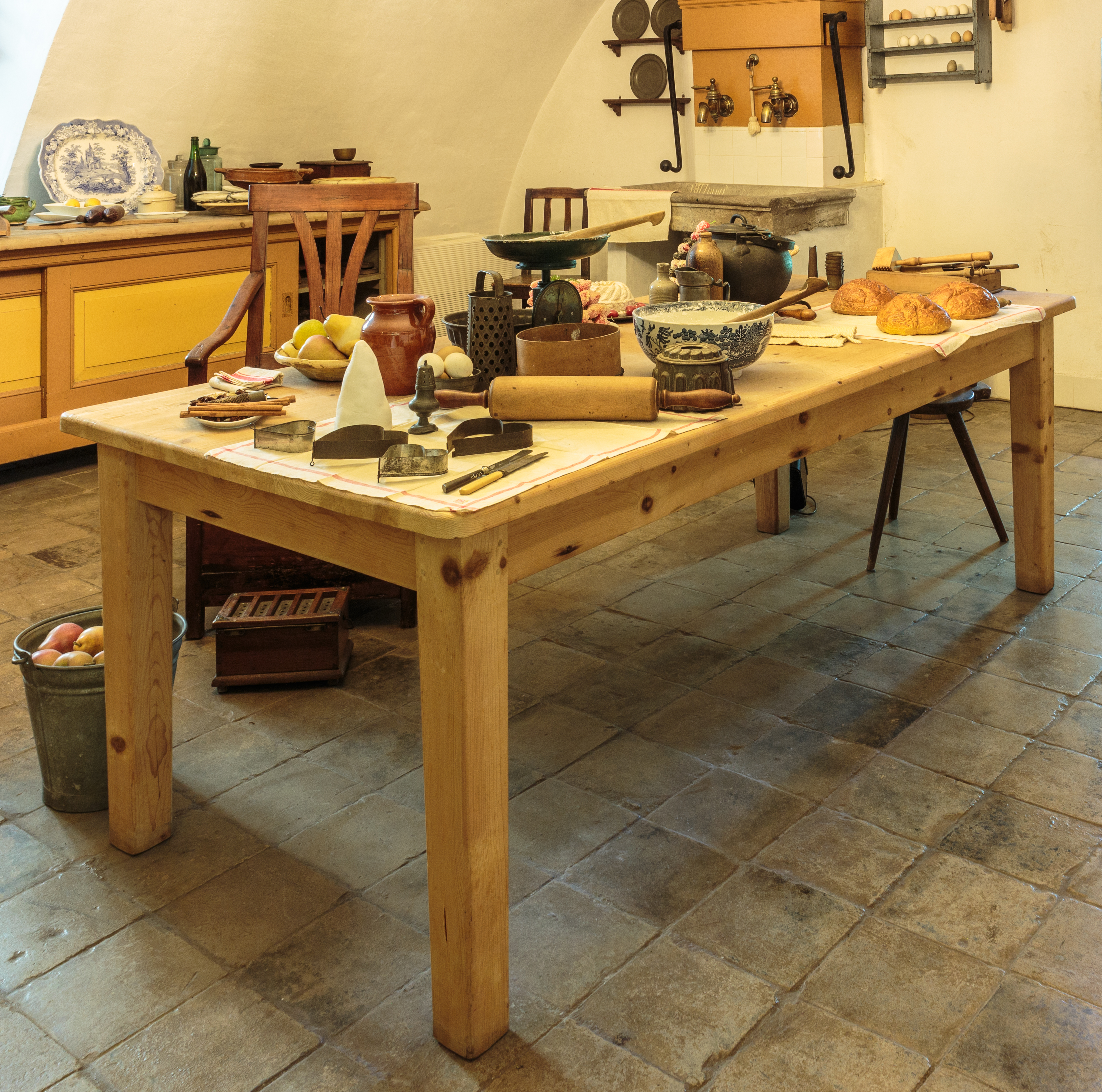
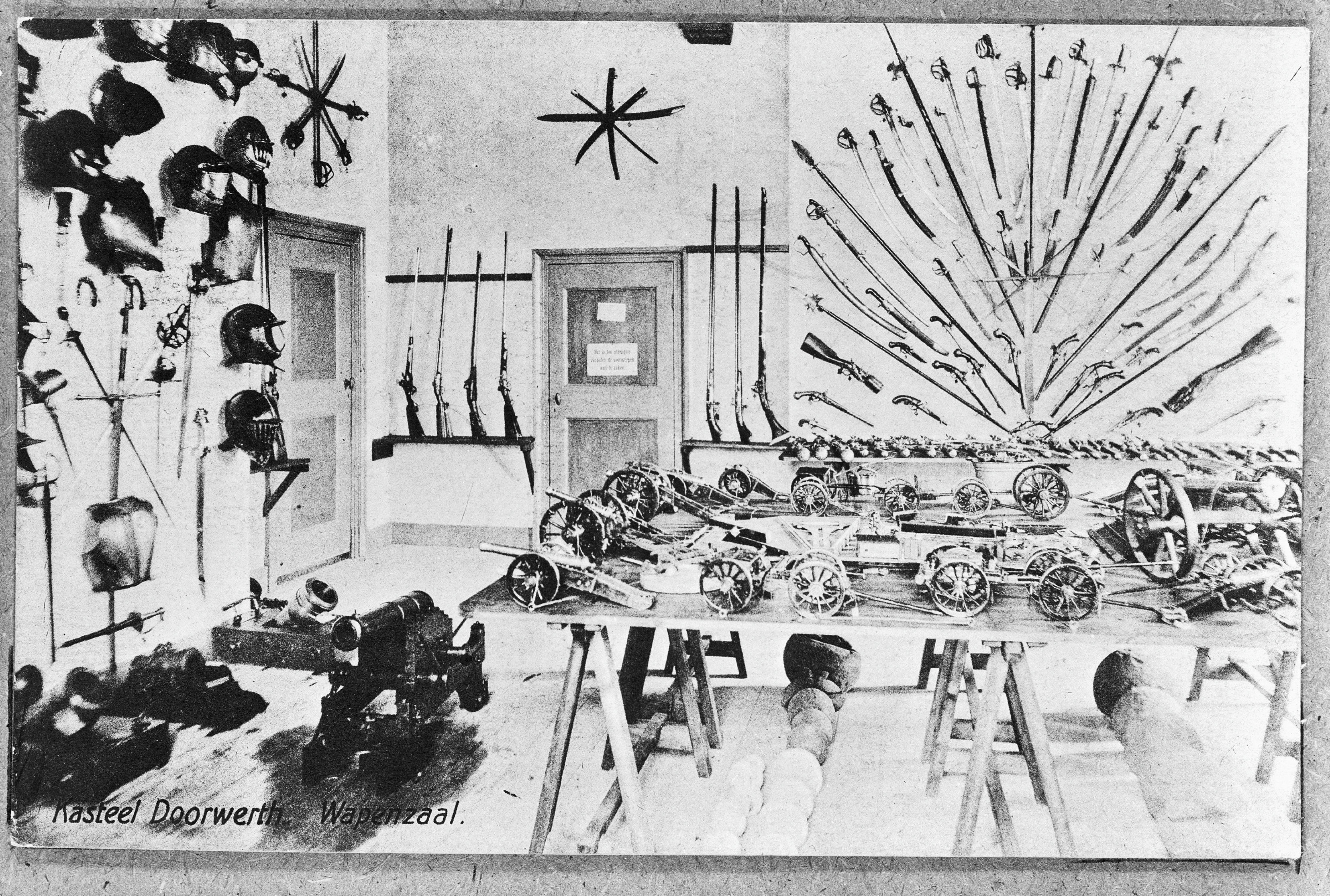